# Унискорп
„Унискорп“ е частно издателство в България, основано през 1996 г., със седалище София.
То е сред големите издателства за мейнстрийм литература (трилъри и криминална литература, исторически романи, мистерии, тайни и загадки), както и класика. Управител е Венка Рагина.
Член на Асоциация „Българска книга“, в чийто управителен съвет е била Венка Рагина.

## Издания
Поредици:
- Избрано за вас – книги на Софи Хана, Колин Фалконър, Лоръл Корона, Марио Рийдинг, и др.;
- Литературна езотерика;
- Биографии – книги за Атанас Буров и Габриел Гарсия Маркес;
- Светът на митовете – Келтски митове, Китайски митове, Класически митове, Мезоамерикански митове, Египетски митове;
- Хлапе – книги на Марк Хадън, Джеронимо Стилтън, Рейчъл Делейни и Стоян Вълев;
- Унискорп Класика – книги на Вирджиния Улф, Мигел де Унамуно, Алберто Моравия, Ромен Гари, Ърнест Хемингуей (9 тома), Патрик Зюскинд, Алфонс Доде, Иво Андрич, Чингиз Айтматов, Борислав Пекич, Решат Нури, Кнут Хамсун, Карел Чапек, Стефан Цвайг, Ерих Мария Ремарк, Ерих Кестнер, Уилям Текери, Джузепе Томази ди Лампедуза, Е. Л. Доктороу;
- Български исторически романи – книги на Фани Попова-Мутафова, Никола Статков и Стоян Загорчинов;
- Бисери – книги на Роалд Дал, Робърт Джеймс Уолър, Дженифър Джонстън, Анри Троая;
- Литературни звезди – книги на Марк Леви, Анна Гавалда, Мартин Зутер, Владимир Пищало, Алесандро Барико, Марк Хадън, Джонатан Сафран Фоер, Филип Бесон, Светлана Дичева;
- В света на жените – поредица за чиклит романи;
- Роман експрес – популярна криминална проза;
- История, политика, култура – книги в областта на популярната история;
- Най-скандалните.